# 3루타
3루타(영어: triple, three base hit, three bagger)는 야구 경기에서 타자가 안타를 치고, 수비 팀의 실책이나 야수 선택이 없으며 심판이 아웃을 선언하지 않은 상태에서 한번에 3루까지 안전하게 진루한 것을 말한다.

## 설명
3루타는 수비수들의 실책이나 야수 선택 상황이 일어나지 않아야 달성되는 것이기 때문에 흔히 볼 수 없다. 3루타가 나오기 위해서는 수비수의 위치로부터 거리가 있는 야구장 외야 깊숙한 곳에 공이 떨어지거나, 불규칙한 바운드로 인해 수비수가 공을 잡는 데 시간이 걸려야 한다. 또한 공을 타자가 원하는 곳으로 보내야 할 뿐 아니라 타자 자신의 발도 빨라야 한다. 3루타를 흔히 볼 수 없는 또 다른 이유로는, 힘과 빠르기를 겸비한 타자는 흔하지 않고, 현대식 야구장은 흥행을 목적으로 홈런 숫자를 늘리는 차원에서 외야의 면적이 좁아졌다는 것을 들 수 있다.
이렇게 3루타는 다른 안타들에 비해 드문 만큼 3루타는 야구 경기에 있어 가장 박진감 있는 장면 중 하나로 대접받는다. 미국 메이저 리그 베이스볼의 경우 과거 데드볼 시대에는 3루타가 지금보다 훨씬 더 흔하게 나왔다. 또한 3루타는 주자가 있는 상황이면 무조건 적시타로 연결이 되며 한번에 타자를 3루라는 득점권까지 보내기 때문에 그만큼 후속 타자에 의해 득점할 확률이 높다. 
KBO 리그에서 가장 많은 3루타를 기록한 선수는 롯데 자이언츠와 현대 유니콘스, 히어로즈 소속 선수였던 전준호 現 롯데 자이언츠 코치로, 통산 100개의 3루타를 기록하였다.
또한 한 시즌 최다 3루타 기록은 LG 트윈스 소속의 2루수 서건창이 보유하고 있으며, 2014 시즌 10월 11일 현재 17개의 3루타를 기록 중이다.

## 같이 보기
- 단타
- 2루타
- 홈런